# Crêuza de mä (Bresh e Cristiano De André)
Crêuza de mä è un singolo dei cantautori italiani Bresh e Cristiano De André, pubblicato il 21 febbraio 2025.

## Descrizione
Il brano è una reinterpretazione live del celebre brano Creuza de mä di Fabrizio De André, eseguito durante la serata cover del Festival di Sanremo 2025.

## Promozione
Durante la quarta serata del Festival di Sanremo 2025, dedicata alle cover, Bresh e Cristiano De André hanno presentato una nuova versione di Crêuza de mä. L'esibizione ha reso omaggio all'iconico brano di Fabrizio De André, padre di Cristiano, mantenendo l'arrangiamento originale con l'aggiunta di elementi contemporanei portati da Bresh. A causa di problemi tecnici l'esibizione fu interrotta e ricominciata più volte, portando all'esibizione del brano tre volte nella stessa serata. La performance è stata accolta positivamente dal pubblico e dalla critica.

## Tracce
Testi di Fabrizio De Andrè e Mauro Pagani.
1. Crêuza de mä (feat. Cristiano De André) (Live Version) – 3:45

## Classifiche
| Classifica (2025) | Posizione massima |
| ----------------- | ----------------- |
| Italia            | 49                |